# Adźapajoga
Adźapajoga (dewanagari अजपायोग trl. ajapāyoga, ang. Ajapa Yoga) – jedna z tradycji jogi obecna we współczesnym świecie. Przewodzi jej Guru Prasad Paramahansa z Indii. W Polsce tradycję adźapajogi reprezentuje oficjalnie zarejestrowany, przez Ministerstwo Spraw Wewnętrznych i Administracji w 1990 roku
w oparciu o wytyczne Ustawy o gwarancjach wolności sumienia i wyznania, związek wyznaniowy o nazwie Związek Ajapa Yoga, który od 2001 roku prowadzi w Polsce jedyny europejski aśram tego ruchu.
Adźapajoga swe korzenie wywodzi od mitologicznych indyjskich mędrców – ryszich i doktryny śabdabrahmana (dewanagari शब्दब्रह्मन्, trl. śabdabrahman, tłum. dźwięk absolutu lub dźwięk jest absolutem) sięgającej czasów wedyjskich, stąd klasyfikowana jest przez europejskich religioznawców jako reprezentująca tradycję hinduistyczną.
W sferze kultowej jednak stosunkowo wstrzemięźliwie czerpie z bogatej palety hinduizmu, bazując bardziej na naukach o składnikach i technikach oddechu oraz energii wewnętrznej (prana), bliższych filozofii jogi (jogadarśanie) i praktykom okresu Upaniszad. Przystąpienie do adźapajogi ma charakter ceremonialny poprzez inicjację (diksza), która jest warunkiem poznania indywidualnych praktyk typu krija, mających za cel ostateczny poznanie prawdziwej jaźni człowieka.

## Etymologia
Słowo adźapa (dewanagari अजपा, trl. ajapā) składa się z dwóch członów:
- pierwszym członem jest sama litera a, która w sanskrycie umieszczona przed czasownikiem oznacza zaprzeczenie, czyli nie.
- drugim członem jest sanskryckie słowo dźapa oznaczające: powtarzanie zdania albo sylaby, odliczanie paciorków mali podczas recytowania świętego imienia, etc.

Poprzez połączenie litery a ze słowem dźapa otrzymujemy słowo adźapa oznaczające: to, czego się nie powtarza. Stąd termin adźapa znaczy tu niepowtarzanie. W odmianie jogi zwanej adźapajoga nie powtarza się żadnych mantr, niczego się celowo nie powtarza, dlatego jest to joga bez powtarzania, bez dźapa. Praktyka przebiega wraz z każdym oddechem.

## Wierzenia

### Tło hinduistyczne
Adźapajoga określana jest w religijnej literaturze indyjskiej jako: Hansajoga (trl. haṁsajoga), Hansa Mantra, Soham Mantra, Adźapa Mantra, Adźapa Gajatri, Atman Mantra, Anahat Mantra, Pumprakryti Mantra, Brahma Mantra, Dźiwa Mantra, Pranawa Mantra, Widja Mantra, Śiwaśakti Mantra. Bierze się to z tego, że podstawowa praktyka stosowana w tej jodze, to kombinacja dwóch dźwięków nazywanych odpowiednio HAN i SA. Upaniszady wielokrotnie wspominają termin adźapa (hansa), któremu poświęcona jest cała Hamsopaniszad (ang. Hamsa Upanishad). Termin hansa bywa również używany w hinduizmie jako określenie duchowej jaźni. Dhjanabindopaniszad (ang. Dhjanabindu Upanishad) i Nirwanopaniszad (ang. Nirvana Upanishad) oraz inne wspominają o adźapagajatri jako o mantrze dającej joginowi samorealizację, (wyzwolenie z samsary).
Skoro medytacja adźapajogi została opisana w świętych księgach hinduizmu, to na pierwszy rzut oka może być postrzegana jako jedna z wielu odłamów religii hinduistycznej, to jednak tak nie jest. W potocznym rozumieniu mieszkańców Zachodu, adźapajoga to bardziej filozofia niż religia. To tradycja nauczająca specyficznej techniki oddechu, ukierunkowana na zdrowie fizyczne, spokój umysłu i wewnętrzne wyciszenie, a w ostateczności samorealizację.

### Patroni
Nauki tej tradycji podają, że kluczowa jej technika wywodzi się z wiedzy mitologicznych brahmarszich (dewanagari ब्रह्मर्षि, trl. brahmarṣi, ang. Brahmarshi):
1. Marići (मरीचि, trl. Marīci, ang. Marichi),
2. Bhrygu (भृगु, trl. Bhṛgu, ang. Bhrigu),
3. Angiras (अंगिरा, trl. Angirā, ang. Angiras),
4. Pulastja (फुलस्त्य, trl. Pulastya, ang. Pulastya),
5. Pulaha (फुलह, trl. Pulaha, ang. Pulaha),
6. Kratu (क्रतु, trl. Kratu, ang. Kratu),
7. Daksza (दक्ष, trl. Dakṣa, ang. Daksha),
8. Atri (अत्रि, trl. Atri, ang. Atri),
9. Wasisztha (वशिष्ठ, trl. Vasiṣṭha, ang. Vasishtha).

Oni obserwując świat, spostrzegli subtelne zasady rządzące całością stworzenia. Ryszi nauczali, że w całym wszechświecie zachodzą analogiczne procesy, którymi rządzą dwie podstawowe zasady (siły): siła przyciągania i siła odpychania. W dowolnej skali obserwacji, czy to w makro (galaktyki, systemy planetarne), czy też w mikro (atom i krążące wokół niego elektrony) obserwuje się jakieś siły, które w adźapajodze nazywane są właśnie siłami przyciągania i odpychania. Według nauk adźapajogi siły przyciągania i odpychania występują również podczas procesu oddychania, a właściwe pokierowanie nimi daje wiedzę o naturze tych sił.

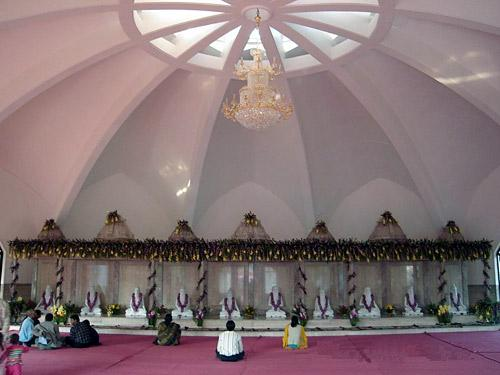
Wnętrze Świątyni Brahmarszich w Dimna Aśram w Jamshedpurze w Indiach.

### Kwalifikacje mistrza i ucznia
Adźapajoga od swojego początku, zawsze była przekazywana z nauczyciela na ucznia w formie inicjacji, podczas której uczeń uzyskiwał wiedzę o technice adźapajogi. Taka forma zależności pomiędzy nauczycielem a uczniem trwa w tradycji hinduistycznej do dziś. To bezwarunkowe podporządkowanie się ucznia swojemu guru jest dla współczesnych ludzi, a szczególnie mieszkańców zachodniego kręgu kulturowego, trudne do zaakceptowania. Z drugiej strony w obecnych czasach jest wielu fałszywych „guru”, którzy w różnorodny sposób wykorzystują podporządkowujących się im uczniów. Prawdziwy całkowicie zrealizowany guru jest dzisiaj absolutną rzadkością, znalezienie takiego staje coraz trudniejsze.
Samozrealizowani Guru ze współczesnej linii adźapajogi, stosują opisaną powyżej zasadę i udzielając inicjacji przyjmują na siebie obowiązek prowadzenia ucznia ścieżką duchowej praktyki (sadhany), aż do ostatecznego wyzwolenia. Nie ma dla nich znaczenia, z jakiej religii wywodzi się uczeń, nie ma znaczenia kolor skóry czy też kraj pochodzenia, istotne jest to, czy kandydat jest gotów na to, aby zostać uczniem oraz to, czy jest zdeterminowany, aby osiągnąć sukces na ścieżce sadhany poprzez poddanie się woli Guru i praktykę adźapajogi. Stare chińskie przysłowie; „Gdy uczeń jest gotowy, nauczyciel sam się (jego) znajdzie”, znakomicie oddaje zasadę inicjowania i bycia uczniem.

## Historia

### Okres mitologiczny
Tradycja adźapajogi głosi, iż historia stosowania medytacji typu adźapa sięga czasów starożytnych, a także że w pewnym okresie dziejów, mówiono o niej jako o najwyższej sadhanie na Ziemi. Mimo że indyjskie święte pisma, wspominają o różnych ścieżkach duchowych, prowadzących do różnych celów, wielokrotnie znajdują się tam wzmianki o jednej najwyższej technice, której wyłącznym celem jest odzyskanie stanu swarup (prawdziwej pierwotnej formy (rūpa) jaźni (swa)). Nirukta Tantra mówi: „adźapa, pieśń oddechu, przynosi joginowi urzeczywistnienie”.
Przez tysiące lat adźapajoga była nauczana przez starożytnych mędrców – ryszich lub samozrealizowanych Guru wśród ich uczniów. Bardzo niewiele szczegółów zostało zapisanych na jej temat, ponieważ adźapajoga opiera się na praktyce i doświadczeniu, a nie na teoretycznych rozważaniach i studiowaniu ksiąg.
Zgodnie z tradycją adźapajogi, wraz z nadejściem nowożytnych czasów ciemności i ułudy tj. epoki kalijugi, pogoń za przedmiotami materialnymi i przyjemnościami zmysłowymi, odsunęła w cień duchowe poszukiwania stawiane za cel życia w epoce satjajugi. Kiedy zaczęto przywiązywać większą wagę do spraw zewnętrznych niż do wewnętrznej prawdy, nauka adźapajogi przestała być ceniona w tym świecie. Zdając sobie sprawę z takiego stanu rzeczy, ryszi stworzyli Siddhaśram – sekretną pustelnię ukrytą w górach Tybetu. Tam zachowali dawne nauki, i strzegli techniki adźapajogi czekając aż przyjdzie właściwy czas, aby ponownie objawić i udostępnić ją światu. Tylko bardzo nieliczni, którzy zasługiwali na to poziomem duchowego rozwoju, byli w wyjątkowych sytuacjach nauczani tej techniki przez mistrzów z Siddhaśramu. Z tego powodu przez tysiące lat aż do lat 60. XIX wieku, technika adźapajogi była utrzymywana w tajemnicy przed światem. Taki obraz historii tej tradycji przedstawił pierwszy z współczesnych jej propagatorów.

### Okres współczesny
Współcześnie tradycja adźapajogi została ujawniona hinduskiemu sadhu o imieniu Basanta. W latach 60. XIX w. dotarł on do Siddhaśramu w Tybecie. Tam Brahmarszi Angiras udzielił mu inicjacji a Ryszi Matang nauczył go starożytnej techniki adźapajogi. Po pięciu latach spędzonych w tej sekretnej pustelni powrócił on do Indii i rozpoczął, jako Guru Purnananda Paramahansa (często nazywany przez swoich uczniów Paramguru Dev), misję nauczania adźapajogi we współczesnym świecie. Kolejni jego kontynuatorzy, to Guru Bhumananda Paramahansa i Guru Janardan Paramahansa (popularnie zwany przez swoich uczniów Guru Dev). Na przełomie lat 1969/70, Guru Janardan Paramahansa, był współorganizatorem i wykładowcą „Światowej Konferencji Naukowej Jogi” (ang. The World Conference on Scientific Yoga), która odbyła się w Delhi i zaowocowała kontaktami z ludźmi z Zachodu. W roku 1970 przyjął zaproszenie do wygłoszenia nauk dotyczących adźapajogi w Czechosłowackiej Akademii Nauk. Ten moment przyjmuje się jako oficjalne otwarcie idei i techniki adźapajogi dla cywilizacji Zachodu. 6 stycznia 1966 roku, Guru Janardan, znalazł nowo narodzonego chłopca i nadał mu imię Guru Prasad. Znalazł go nad brzegiem rzeki Ganges, w pobliżu Pandu Guha (dewanagari पाण्डु गुहा, trl. pāṇḍu guhā, tłum. Jaskinia Pandu), oddalonej około 1 km od aśramu adźapajogi w Lakshman Jhula. Guru Janardan powiedział, że ten chłopiec jest samozrealizowanym świętym, który odegra wielką rolę w niesieniu pomocy ludzkości. Po mahasamadhi Guru Janardana, w dniu 28 kwietnia 1980 roku, 14-letni wówczas Guru Prasad, został jedynym żyjącym Guru adźapajogi. Obecnie Guru Prasad Paramahansa, kontynuując nauczanie poprzedników, regularnie odwiedza swoich uczniów w podlegających mu aśramach na całym świecie.

## Doktryna

### Kontrola działań, uczuć i dźwięków
Współczesny człowiek myśli, że sam niezależnie robi wszystko, wszystko kontroluje i podejmuje decyzje dotyczące dalszego życia, ale ryszi obserwując procesy zachodzące w świecie nauczali, że człowiek jest niczym więcej tylko marionetką w rękach oddechu (w teorii adźapajogi pojęcia: oddech, działanie, aktywność i ruch opisują ten sam proces), uczucia i dźwięku. Przejmując kontrolę nad jednym z tych trzech elementów można kontrolować dwa pozostałe. Poprzez kontrolę nad jedną z tych trzech rzeczy człowiek może stać się sprawcą własnego losu, wychodząc ponad stan bezwolnej marionetki.
Wysiłek zmierzający do kontroli:
- ruchu, dał początek hathajodze, na którą składają się rozmaite postawy ciała i ćwiczenia mające na celu zmianę aktywności wewnątrz ciała.
- uczucia, dał początek bhaktijodze, jodze miłości i oddania.
- dźwięku, dał początek adźapajodze.

W każdym momencie życia występuje proces oddychania i doświadczania aktywności: sił przyciągania i sił odpychania. Wraz z aktywnością powstają subtelne, wewnętrzne dźwięki, które adepci adźapajogi uczą się rozpoznawać w sobie. Każda zmiana w aktywności człowieka wywołuje odpowiednią zmianę w wewnętrznym dźwięku. Aktywność (ruch) i dźwięk zawsze idą w parze, a towarzyszy im nieprzerwanie trzecia rzecz. Tą rzeczą jest uczucie.
Zaletą posługiwania się techniką adźapajogi jest łatwość kontroli dźwięku. Proces oddychania następuje w każdym momencie życia i towarzyszą mu specyficzne dźwięki. Kontrola oddechu jest metodą, którą można stosować przez cały czas okresu czuwania, gdy świadomość jest aktywna. Poza okresem snu w każdej chwili można wytworzyć pożądany dźwięk oddechu, aby kontrolować sam oddech i uczucie.

### Dźwięki wdechu i wydechu
Gdy oddech następuje przez usta powstaje wyraźny dźwięk „a-ha, a-ha, a-ha”. Według nauk tej tradycji, procesowi wdychania powietrza przez usta towarzyszy dźwięk „a”, a wydychania dźwięk „ha”. Stąd te dwa dźwięki postrzega się jako naturalne dźwięki oddechu, powstające w czasie oddychania przez usta.
Natomiast gdy oddech następuje przez nos powstaje dźwięk „um-hum, um-hum, um-hum” – „um” przy wdechu i „hum” przy wydechu. Można to sprawdzić wsłuchując się uważnie w swój oddech. Te cztery dźwięki „a-ha” i „um-hum”, są naturalnymi dźwiękami oddechu.
|      | Wdech | Wydech |
| ---- | ----- | ------ |
| Usta | A     | HA     |
| Nos  | UM    | HUM    |

Badając te cztery dźwięki, ryszi odkryli, że wraz z oddechem przez usta „a” jest wdychane, a „ha” wydychane, „a” wchodzi do ciała, a „h+a” je opuszcza. Zatem pojawia się dodatkowy dźwięk „h”, będący nierozerwalną częścią dźwięku „ha” i wychodzący na zewnątrz z wydechem. Natomiast, wraz z oddechem przez nos „um” wchodzi do środka, a „h+um” wychodzi na zewnątrz. Ponownie pojawia się dodatkowy dźwięk „h” będący nierozerwalną częścią dźwięku „hum” wychodzący na zewnątrz wraz z wydechem. To „h” nigdy nie jest wdychane, ale wydychamy je z każdym oddechem. Ryszi ustalili, że dźwięk „h” reprezentuje energię witalną, siłę życiową człowieka, zwaną w hinduizmie terminem prana.

### Siły przyciągania i odpychania
Człowiek oddycha przeciętnie 28.800 razy w ciągu doby, wdychając i wydychając, wciągając powietrze do środka i wypychając je na zewnątrz. Bez wdechu (przyciągania) i wydechu (odpychania) nie ma życia. Według adźapajogi, tak definiowane siły przyciągania i siły odpychania są fundamentem powstania i istnienia wszechświata. Poznanie tych sił – przyciągania i odpychania – według nauki adźapajogi, może dać w końcowym efekcie poznanie wszechświata.
Ryszi zaobserwowali, że oddech jest życiem – bez oddechu życie nie istnieje i dlatego zaczęli dokładnie studiować proces oddychania. Obserwowali wdech i wydech u ludzi i u zwierząt, zarówno u zdrowych, jak i u chorych, będących w ruchu i odpoczywających, śpiących i rozbudzonych. Zauważyli, że za każdym razem, gdy następuje proces oddychania, wytwarzane są pewne naturalne dźwięki. Ustalili, że gdy prana jest wydalana wraz z ciężkim wydechem, wówczas następuje utrata energii, pewności siebie i pojawiają się trudności z koncentracją. Z drugiej strony, gdy tej energii życiowej jest dużo, można zaobserwować pogłębiający się wdech. W stanie odpychania (wydechu) następuje utrata prany, a energia życiowa i sprawność umysłowa obniża się. W stanie przyciągania (wdechu) energia życiowa i poziom koncentracji wzrasta.
Ryszi zaobserwowali, że połączone razem dźwięki przyciągania tworzą dźwięk AUM, znany również jako OM lub pranawa. Ponieważ praktyka tej jogi odbywa się z pomocą dźwięków pranawy, nazywana jest ona niekiedy hansajogą. Adźapa (hansa) i pranawa są nierozłączne i tożsame. Wedy określają AUM oraz technikę (podstawową kriję adźapajogi), dzięki której praktykujący łączy się z AUM, terminem śabdabrahman (dewanagari शब्दब्रह्मन्, trl. śabdabrahman, tłum. dźwięk absolutu lub dźwięk jest absolutem) lub nadabrahman (dewanagari नादब्रह्मन्, trl. nādabrahman) (słowo, dźwięk, wibracja jest Brahmanem, Bogiem, Absolutem). Na ostatecznym poziomie "Shabda Brahman" słowa stają się pozbawione słów, formy stają się bezforemne, a wielość jednoczy się w Świadomości, która przebywając w tej transcendentalnej chwale wykracza poza umysł i mowę.
W Upaniszadach dźwięk AUM nazywany jest również jako Anahatanada (dewanagari अनाहतनाद, trl. anāhatanāda). Według filozofii hinduistycznej, kreacja wszechświata rozpoczęła się od pierwotnego ruchu Brahmy, któremu towarzyszył pierwszy dźwięk – dźwięk AUM, trwający wiecznie i reprezentujący najwyższy stan świadomości.
Upaniszady uważają sadhanę opartą na AUM za najlepszą metodę do osiągnięcia samorealizacji, co wynika z poniższych ślok (dewanagari श्लोक, trl. śloka, ang. shloka, tłum. wers):
- Ten, kto wypowiada OM z intencją 'osiągnę Brahmana' zaiste osiągnie Brahmana[28][29].
- Jaźń ma naturę sylaby OM. Medytuj nad OM jako Jaźnią[30].
- Forma medytacji, która zamanifestowała się jako pierwsza pośród wszystkich, dla odrodzenia wszystkich poszukujących, była Pierwszym Słowem, przejawem Brahmana (Boga): sylaba OM. Medytacja nad OM przeznaczona jest dla tych, którzy poszukują wyzwolenia. Sylaba ta jest Najwyższym Brahmanem.[31]
- Bóg jest sylabą OM, od Niego pochodzi Najwyższa Wiedza[32].
- OM jest Brahmanem, Odwiecznym Bytem. Oto jest Weda, którą znają ci, co poznali Brahmana. Poprzez Nią poznaje się to, co ma być poznane[33].
- Należy medytować na sylabą OM.[34]
- Sylaba OM jest łukiem, Jaźń zaiste jest strzałą. Brahman, mówi się, że jest ich celem. Musi być trafiony bezbłędnie. Tak następuje zjednoczenie z Brahmanem, kiedy strzała staje się jednym z celem.[35]
- AUM jest Brahma, AUM jest Wisznu, AUM jest Śiwa, AUM jest niezmienne, jest samoistnym światłem, jest ....[36]

W obecnych czasach kalijugi bardzo niewielu ludzi zna prawdziwą tożsamość AUM (tzn. trudno o samozrealizowanych duchowo ludzi). Większość uważa głośne lub mentalne intonowanie dźwięku AUM za sadhanę pranawy, a według Upaniszad AUM nie może być wymówione, ponieważ nie jest ani samogłoską, ani spółgłoską i nie można go wymówić przy pomocy gardła, warg, języka, podniebienia i zębów. AUM jest określane jako mistyczna sylaba. Chociaż na temat sadhany opartej na pranawie napisano wiele komentarzy, to jednak znaczenie ich, bez praktycznej znajomości techniki adźapajogi pozostaje niejasne. Według Brahmarszich i samozrealizowanych Guru adźapy, praktyka techniki, dzięki której praktykujący jednoczy się z dźwiękiem AUM w sposób automatyczny, jest jedyną prawdziwą i skuteczną metodą sadhany.

### Kontrola strat energii
Adźapajoga, jako metoda kontrolowania aktywności i uczuć poprzez kontrolę dźwięku, prowadzi w efekcie do zminimalizowania utraty prany. Dzięki kontrolowaniu procesu utraty prany, można zwiększyć stan przyciągania i przez to podnieść energię życiową. Może to być osiągnięte poprzez kontrolę nad dźwiękiem techniką adźapajogi. Odbywa się to wyłącznie poprzez dźwięk oddechu i nie wymaga żadnych specjalnych postaw ciała, ćwiczeń, ani zmian w naszym rozkładzie dnia czy diecie. Po prostu oddech następuje w naturalny sposób, jedynie z niewielką zmianą w sposobie wydychania.

### Cele egzystencjalne i ostateczne
Wraz z praktyką na przestrzeni dni, miesięcy i lat stan odpychania (wydechu) zmniejsza się, a stan przyciągania (wdechu) zwiększa się. Zmiana ta zachodzi stopniowo i w sposób naturalny. Przy poważnym podejściu do praktyki można dzięki tej technice jogi osiągnąć stan całkowitego przyciągania (stan AUM), w którym uzyskuje się samorealizację określaną sanskryckim terminem moksza.
Najwyższy stan przyciągania jest stanem bezruchu, w tym stanie osiąga się najwyższy stan świadomości, stan Guru, który jest ostatecznym stanem, poza którym już nic nie istnieje. Ponieważ tego stanu nie można opisać, natomiast można go tylko doświadczyć. Człowiek, używając wielu słów, w nieudolny sposób próbuje opisać go dla innych. Dlatego też spotykamy wiele nazw na określenie tego stanu, takich jak: samorealizacja, wyzwolenie, oświecenie, ostateczny pokój, zrozumienie jaźni, najwyższy stan świadomości, etc. Sanskryt również podejmując próbę opisania tego stanu nazywa go w różny sposób, np. mukti, moksza (dewanagari मोक्ष, trl. mokṣa, ang. moksha, tłum. wyzwolenie) brahmadźńan (dewanagari ब्रह्मज्ञान, trl. brahmajñāna, tłum. boska wiedza), tattwadźńan (dewanagari तत्त्वज्ञान, trl. tattvajñāna, tłum. prawdziwa wiedza lub wiedza o prawdzie), nirwana, etc., ale żadne z tych słów nie oddaje rzeczywistego, ekstatycznego stanu Guru.
To cel ostateczny drogi duchowego rozwoju, ale nawet gdy nie ma się aspiracji osiągnięcia stanu całkowitej samorealizacji, to i tak metoda adźapajogi pozwala przynajmniej kontrolować dźwięk odpychania. Jest to sposób kontroli utraty prany i zwiększenia swojej energii życiowej. Regularna praktyka techniki oddechowej adźapajogi przynosi poprawę zdrowia, uwalnia od stresów, podnosi żywotność, wyostrza pamięć i rozjaśnia myśli.

## Praktyki
Adźapajoga jest ścieżką rozwoju duchowego, praktykowaną najczęściej indywidualnie, a grupowe praktyki odbywają się okresowo. Możliwe jest stosowanie pewnych jej technik podczas codziennych aktywności życiowych, bez izolacji od otoczenia i porzucania obowiązków czy działań życiowych.

### Praktyka kontroli oddechu
Adźapajoga oferuje specyficzny rodzaj techniki oddechu, który jest jednocześnie medytacją. Jest to na tyle prosty proces, że może go wykonywać każdy. Ta technika oddechu adźapajogi może być praktykowana w każdym czasie okresu czuwania – podczas spaceru, podczas wykonywania pracy, po drodze do szkoły i w czasie relaksu. Jest ona oparta na jasnych i łatwych do wykazania zasadach i każdy praktykujący może ją zweryfikować poprzez własne doświadczenie.
Gdy przebywamy w okresie czuwania możemy w łatwy sposób kontrolować dźwięk towarzyszący wdychaniu powietrza (przyciąganie), oraz dźwięk wydechu (odpychanie). Kiedy wykonujemy codzienne obowiązki skupiamy się głównie na kontroli odpychania związanego z ograniczeniem dźwięku h towarzyszącemu wydychanemu z płuc powietrzu. Kontrolujemy to poprzez świadome generowanie innego naturalnego dźwięku w procesie wydychania.
Proces oddychania trwa nieustannie przez cały czas, ale kontrola oddechu jest procesem świadomym i następuje wówczas, gdy jesteśmy w pełni świadomi zachodzącej aktywności. W czasie, gdy śpimy, gdy jesteśmy bardzo pobudzeni emocjonalnie, lub gdy nasza świadomość jest zaburzona przez jakieś środki odurzające (np. alkohol, narkotyki, etc.) i nie jesteśmy w stanie świadomie się kontrolować, to nie możemy kontrolować również oddechu. W takim stanie nie ma możliwości kontroli oddechu i towarzyszącego mu dźwięku, nie możemy wtedy praktykować techniki oddechu adźapajogi.

### Praktyka indywidualna
W drugiej części dnia, po zakończeniu pracy zawodowej i codziennych obowiązków, gdy umysł staje się spokojniejszy, aspirant adźapajogi przystępuje do bardziej intensywnej praktyki. Najlepiej gdy regularnie o tej samej porze, w tym samym miejscu siada z wyprostowanymi plecami i rozpoczyna świadomą kontrolę oddechu. Podczas wdechu (przyciągania) skupia się na dźwięku towarzyszącym wciąganiu powietrza do płuc, a wraz z wydechem (odpychaniem) kontroluje dźwięk wydechu. Wiedzę o tych dźwiękach otrzymuje podczas inicjacji. Gdy jest właściwie skupiony na tych dźwiękach i w głowie nie powstają kolejne myśli, to może w łatwy i naturalny sposób podążać za tymi dźwiękami. Jednakże, w dzisiejszych czasach kalijugi, trudno jest znaleźć osobę potrafiącą kontrolować własny umysł. Dlatego intensywna praktyka adźapajogi zwana kriją jest raczej ciężką pracą wewnętrzną, niż przyjemnością.

### Praktyka grupowa
W adźapajodze zawsze mówimy o indywidualnej praktyce, nawet wówczas gdy przebywając w grupie praktykujemy intensywną kriję. Jedyną różnicą pomiędzy praktyką indywidualną a grupową jest to, że praktyka w grupie daje możliwość uzyskania, przy mniejszym wysiłku, lepszej koncentracji na dźwiękach adźapy. Guru, mając na uwadze trudności, na jakie napotykają jego uczniowie podczas praktyki, ustanowił aśramy i ośrodki adźapajogi, gdzie mamy do czynienia z praktyką grupową. Praktyka grupowa może mieć też miejsce, gdy osoby inicjowane spotykają się towarzysko w swoich mieszkaniach i wspólnie celebrują pudźę oraz praktykują kriję. Jednak są to sporadyczne sytuacje i niezalecane przez Guru adźapajogi.

### Praktyka w aśramach
Guru dla dobra swoich uczniów powołali do życia aśramy, do których przyjeżdżają adepci celem bardziej intensywnej praktyki kriji, oraz celem udziału w uroczystościach związanych z adźapajogą.
Pobyt w aśramie podlega określonemu rytmowi życia. Poza codziennymi obowiązkami, związanymi z utrzymaniem porządku w aśramie oraz praktyką indywidualną (sadhana), mamy również do czynienia z gurupudźą (dewanagari गुरुपूजा, trl. gurupūjā, ang. gurupuja). Trzy razy dziennie, o godzinie 3.00 w nocy, 9.30 i 19.00, uczniowie razem, w grupie celebrują gurupudźę. Gurupudźa rozpoczyna się od głośnego intonowania dźwięku OM. Po wewnętrznym wyciszeniu, związanym z intonowaniem dźwięku OM, rozpoczyna się samodzielna praktyka kriji w grupie. Gurupudźę kończymy śpiewem Gurustotry (dewanagari गुरुस्तोत्रम्, trl. gurustotram) są to wybrane fragmenty z sanskryckiego hymnu zwanego Gurugita. Gurupudźa jest ważnym elementem praktyki adźapajogi, ponieważ jest formą podziękowania dla guru za to, że uczynił adeptów tej techniki jogi swoimi uczniami. Przy poważnym zaangażowaniu w tę sadhanę, gurupudźa stanowi bardzo ważną część nie tylko praktyki grupowej, ale również praktyki indywidualnej.

## Osoby funkcyjne

### Znaczenie guru
Od wieków w społeczeństwie indyjskim, przywiązującym dużą wagę do życia religijnego, pozycja osób duchownych była i jest nadal szczególnie ważna. Postać guru stanowił jeden z filarów w „architekturze” kulturowej Indii. W księgach regulujących stosunki społeczne, które były jednocześnie kodeksami etycznymi (np. Manusmryti), podkreśla się znaczącą rolę guru i nakazuje się okazywanie czci i szacunku wobec niego. Na znaczenie terminu „guru” składają się dwie składowe : „gu” — oznacza ciemność, „ru” – światło. Guru, jest więc tym, który zna drogę z ciemności do światła i prowadzi nią swego ucznia. Traktat Śiwasanhita powiada: „Bez wątpienia Guru jest naszym ojcem, Guru jest naszą matką, Guru jest uosobionym Bogiem. Dzięki gurukrypa (dewanagari गुरुकृपा, trl. gurukṛpā, tłum. łaska Guru) osiągamy wszystko to, co dla nas pomyślne”.
W starożytnych czasach okresu satjajuga, ta relacja była zrozumiałą i powszechnie stosowaną zasadą, a Guru posiadający wiedzę równą Brahmie (tzw. brahmadźńani guru), spośród wielu aspirantów, wybierał sobie tych nielicznych, którzy byli w stanie bezwarunkowo poddać się jego woli i podążać za jego naukami.

### Linia sukcesji

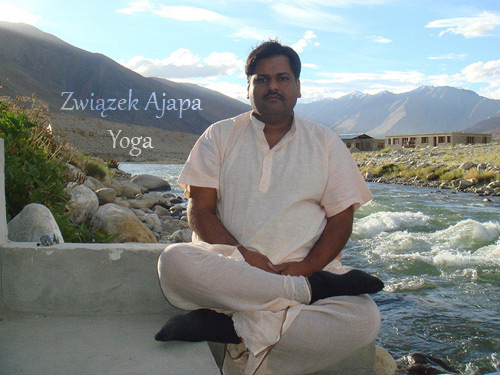
Guru Prasad, zdjęcie zrobione w 2009 r. u stóp Himalajów w pobliżu Ladakhu w Indiach.

We współczesnych czasach kalijugi, w świecie materialnym, wśród ludzi, jest obecny każdorazowo tylko jeden Guru adźapajogi, który odchodząc wyznacza swojego następcę. Być może istnieją również inni guru lub sadhu, którzy znają technikę adźapajogi, ale tylko jeden Guru z linii adźapajogi, rozpoczętej przez Guru Purnanandę Paramahansę, ma prawo nauczać tej techniki i inicjować swoich uczniów. Typowe dla jóg jest, że w danej tradycji, tytuł guru ma wiele osób, a ten najważniejszy z nich też jest tytułowany guru. Jednak w adźapajodze określenie Guru nie jest tytularne. Oznacza natomiast, że osoba ta jest w najwyższym stanie świadomości, w stanie Guru. Stan Guru i osoba Guru są sobie wtedy tożsame.
Guru Purnananda przynosząc współczesnemu światu wiedzę o adźapajodze, był pierwszym brahmadźńani guru, mającym prawo do szerokiego nauczania tej techniki. Chociaż sama technika adźapy jest prosta, to jednak osiągnięcie samorealizacji w dzisiejszych czasach za pomocą tej techniki jest trudne. Każdy ze współczesnych Guru adźapajogi poszukiwał i poszukuje na tyle doskonałego ucznia, który będzie w stanie, za pomocą praktyki adźapy osiągnąć samorealizację. Poczynając od Guru Purnanandy Paramahansy, tylko dwóch uczniów osiągnęło ten najwyższy stan, a każdy z nich stał się kontynuatorem nauk swojego poprzednika i Guru adźapajogi w świecie. We współczesnych czasach nie zdarzyło się, aby na świecie było dwóch Guru nauczających adźapajogi.
Współczesna linia sukcesji Guru adźapajogi wygląda następująco (w nawiasach okresy pełnienia funkcji):
1. Guru Purnananda Paramahansa (od lat 60. XIX w. do 29 kwietnia 1928 r.),
2. Guru Bhumananda Paramahansa (od 29 kwietnia 1928 r. do 1958 r.),
3. Guru Janardan Paramahansa (od 1958 r. do 28 kwietnia 1980 r.),
4. Guru Prasad Paramahansa (od 28 kwietnia 1980 r. – nadal).

### Lokalni przedstawiciele
Poza Guru, istnieje we współczesnej adźapajodze kilka odmian osób funkcyjnych:
- Instruktor (ang. instructor) – dla potrzeb udzielania nauk adźapy i inicjowania nowych uczni guru ustanawia instruktorów, jednak obecnie po śmierci Joachima Petzolda z Niemiec w 2010 roku, na świecie nie ma żadnego instruktora, a jedynym, który udziela nauk i inicjacji jest Guru adźapy.
- Przewodniczący (ang. president) – w celu ułatwienia kontaktów i współpracy z organizacjami adźapy, struktury tych organizacji zostały ujednolicone. W USA i Polsce, adźapajoga w stosunku do władz, jest reprezentowana przez Przewodniczącego organizacji. Rola Przewodniczącego sprowadza się do wykonywania decyzji podjętych przez guru podczas jego nieobecności w danym kraju, koordynowania prac ośrodków i aśramów, organizacji wizyt guru.
- Kierownik aśramu (ang. ashram manager) – każdy aśram posiada swego kierownika, który nadzoruje jego funkcjonowanie. Rolą kierownika jest nie tylko dbałość o stan techniczny aśramu, ale do jego obowiązków należy również celebracja rytuałów pudźa 3 razy dziennie, udzielenie osobom zainteresowanym informacji o adźapajodze, przekazywanie nauk duchowych udzielanych przez guru osobom odwiedzającym aśram.
- Kierownik ośrodka (ang. center manager) – podobnie każdy ośrodek nadzoruje, odpowiedni kierownik ośrodka adźapajogi. Ośrodki są miejscami okresowych spotkań (np. 1 raz w tygodniu) i rola kierownika ośrodka ogranicza się do celebracji pudźy i przekazywanie nauk duchowych, udzielanych przez guru osobom spotykającym się w ośrodku.

Kierownikiem aśramu lub ośrodka może być Przewodniczący organizacji.

## Święta
Guru powołali do życia aśramy, do których przyjeżdżają adepci celem polepszenia praktyki krija oraz celem udziału w uroczystościach związanych z adźapajogą. Uroczystości te, związane są z urodzinami i mahasamadhi poszczególnych Guru linii adźapajogi. Jedynym, hinduistycznym świętem, zaadaptowanym w adźapajodze jest Gurupurnima (dewanagari गुरु पूर्णिमा, trl. guru pūrṇimā). Jest to, dzień poświęcony wszystkim samozrealizowanym istotom i przypada w pierwszą pełnię lipca.
- 6 stycznia – rocznica urodzin Guru Prasada Paramahansy,
- 28 kwietnia – rocznica mahasamadhi Guru Janardana Paramahansy,
- Gurupurnima – przypadająca w pierwszą pełnię Księżyca w lipcu,
- 14 września rocznica urodzin Guru Purnanandy Paramahansy,
- 2 grudnia – rocznica urodzin Guru Janardana Paramahansy,
- 24 grudnia – rocznica urodzin Guru Bhumanandy Paramahansy.

## Recepcja w świecie
Adźapajoga jako organizacja na potrzeby rozwoju duchowego i sprawowania czynności kultowych tworzy aśramy wraz ze świątyniami (mandiry) oraz ośrodki medytacyjne. Wszystkie aśramy i ośrodki adźapajogi podlegają zawsze ówczesnemu Guru adźapy, czyli obecnie Guru Prasadowi. Głównym aśramem adźapajogi na świecie jest Shri Purnanand Ajapa Yoga Sansthan, popularnie zwany Dimna Aśram. Zlokalizowany jest on w dzielnicy Dimna, będącej obecnie częścią przemysłowego miasta Jamshedpur, w stanie Jharkhand. Guru Prasad większą część roku spędza właśnie w tym aśramie, udzielając nauk i inicjując nowych uczniów. Poza aśramem w Dimna, nadzoruje w Indiach jeszcze trzy aśramy oraz po jednym w Bangladeszu, i w Stanach Zjednoczonych. W Polsce jest centrum medytacyjne adźapajogi. Guru Prasad planuje w Polsce
utworzyć kolejny aśram adźapajogi.

### Krajesubkontynentu indyjskiego

#### Bangladesz

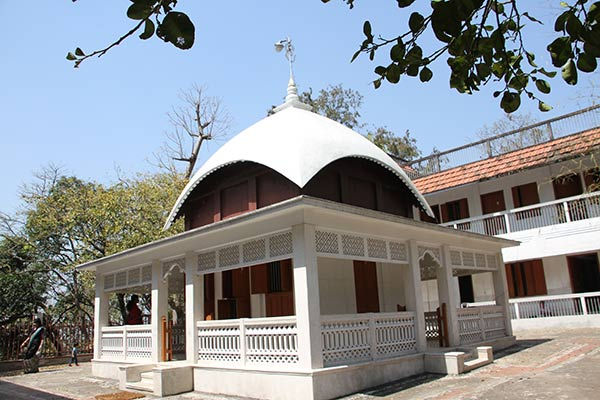
Świątynia (mandir) mahasamadhi Guru Purnananda Paramahansa w Dźagatpur Aśram

1. Shri Purnanand Ajapa Yoga Sansthan (Dźagatpur) (znany jako: Dźagatpur Aśram) – położony 2km od przystanku autobusowego w małej miejscowości Pahartali i 30km od centrum Chittagong w Bangladeszu. Aśram jest miejscem mahasamadhi Guru Purnananda Paramahansy (22°28′04″N 91°58′42″E/22,467778 91,978333).

#### Indie

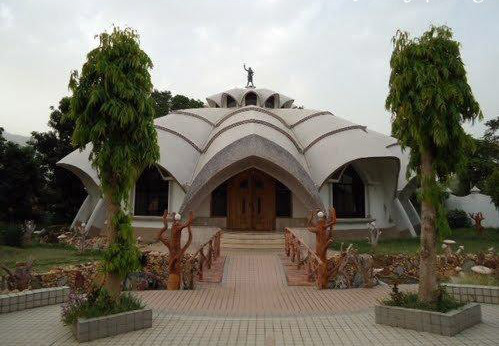
Świątynia (mandir) Brahmariszich w Dimna Aśram

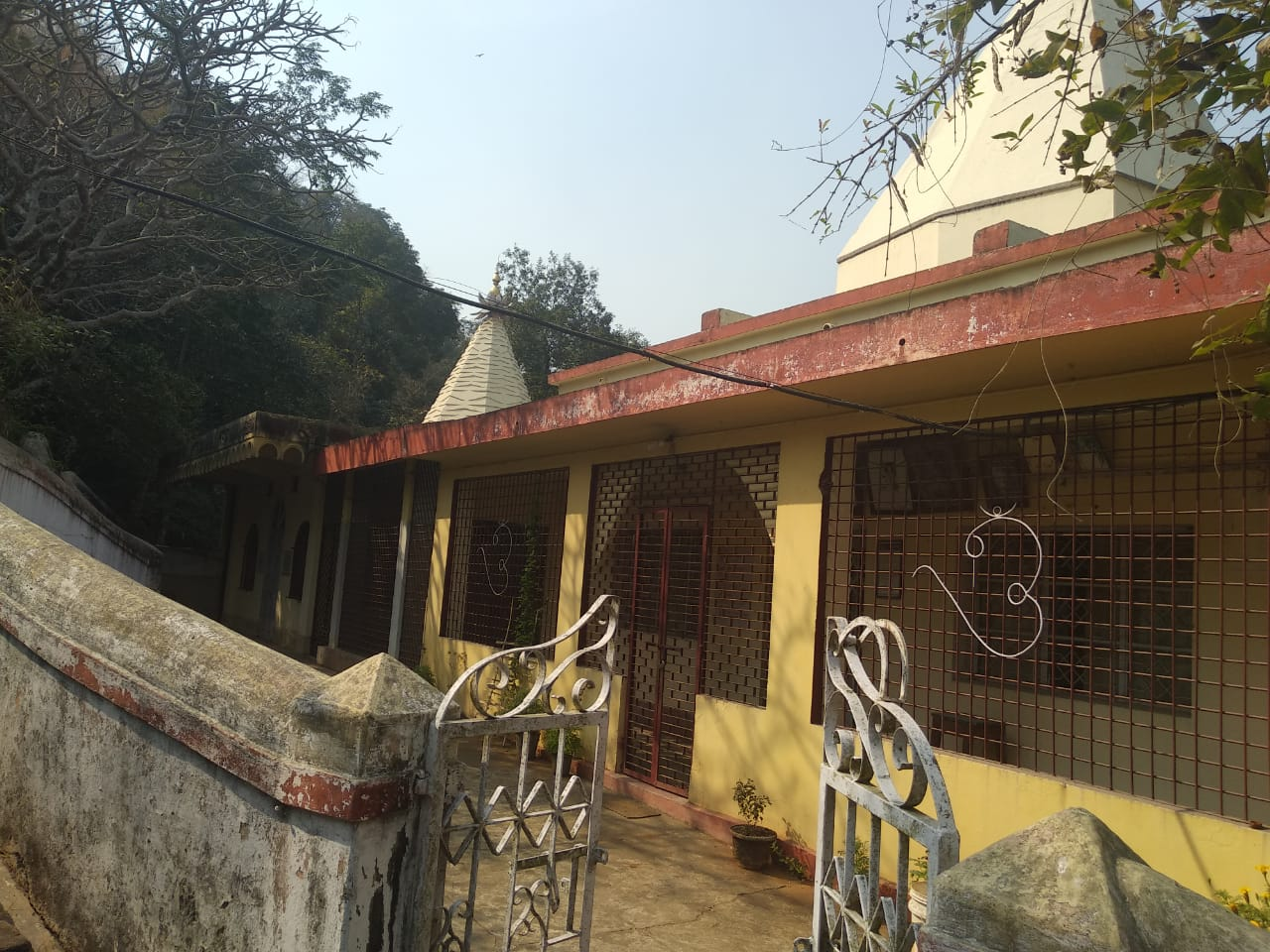
Świątynia (mandir) mahasamadhi Guru Bhumananda Paramahansa w Kalipur Aśram

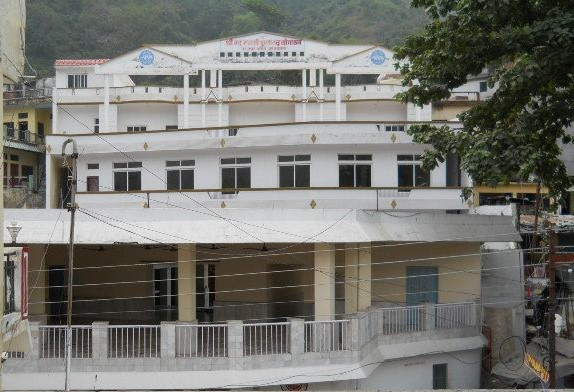
Lakszmandźula Aśram

1. Shri Purnanand Ajapa Yoga Sansthan (Dimna) (znany jako: Dimna Aśram – położony w dzielnicy Dimna, będącej obecnie częścią przemysłowego miasta Jamshedpur, w stanie Jharkhand (22°51′15″N 86°14′37″E/22,854167 86,243611). W aśramie znajduje się miejsce mahasamadhi Guru Janardana Paramahansy oraz jedyna na świecie świątynia poświęcona Dziewięciu Brahmarszim zwana Ryszi Mandir (ang. Rishi Mandir),
2. Shri Purnanand Ajapa Yoga Sansthan (Kalipur) (znany jako: Kalipur Aśram) – położony na wzgórzu Nilaczal (ang. Nilachal), w pobliżu Guwahati w stanie Asam (26°10′03,28″N 91°43′04,51″E/26,167578 91,717919). W pobliżu aśramu znajduje się świątynia Kamakhya[43], Jest to ważne miejsce pielgrzymkowe dla ogólnych Hindusów, a szczególnie dla wyznawców tantrycznych[44], poświęcona małżonce boga Śiwy, bogini Śakti. W aśramie znajduje się miejsce mahasamadhi Guru Bhumananda Paramahansy,
3. Shri Purnanda Yogashram (znany jako: Lakszmandźula Aśram) – położony w Lakshman Jhula, w dystrykcie Pauri Garhwal, w stanie Uttarakhand (30°07′23,38″N 78°19′43,90″E/30,123161 78,328861),
4. Shri Purnanda Ajapa Yoga Sansthan (Kanpur) (znany jako Kanpur Aśram) – położony w miejscowości Kanpur, w stanie Uttar Pradesh (26°31′06,33″N 80°14′29,14″E/26,518425 80,241428).

### Europai Ameryka Północna
Jednym z uczniów Guru Janardana Paramahansy był Gulzarilal Nanda (dewanagari गुलजारीलाल नन्दा trl. gulzārīlāl nandā), który w latach 1963 - 1966 był Ministrem Spraw Wewnętrznych rządu Indii oraz dwukrotnie (od 27 maja 1964 do 9 czerwca 1964 i od 11 stycznia 1966 do 24 stycznia 1966) pełnił obowiązki drugiego premiera Indii. Na jego zaproszenie w dniu 22 czerwca 1969 roku Guru Janardan przybył do Delhi aby na prośbę swego ucznia i jednocześnie ministra w rządzie Indii wziąć udział w tworzeniu i w wykładach w Instytucie Nauk Duchowych. Różni ludzie nie tylko z Indii przyjeżdżali do tego Instytutu i brali udział w prowadzonych tam wykładach. W jednym z wykładów prowadzonych przez Guru Janardana na temat adźapajogi brał udział pewien mężczyzna z Czechosłowacji, który po wysłuchaniu Guru Janardana zapragnął aby ta nauka została udostępniona mieszkańcom jego kraju. W 1970 roku Guru Janardan otrzymał zaproszenie od Czechosłowackiej Akademii Naukowej do zaprezentowania swoich nauk podczas konferencji naukowej odbywającej się w Pradze. Ten moment przyjmuje się jako oficjalne otwarcie idei i techniki adźapajogi dla cywilizacji Zachodu. Podczas pobytu w Pradze, Janardan, przyjął również oficjalne zaproszenie do odwiedzenia Republiki Federalnej Niemiec, Stanów Zjednoczonych i Kanady. Po wyjeździe z Czechosłowacji podróżował po krajach Zachodu i dopiero po roku powrócił do Indii. We wszystkich tych krajach Guru Janardan podróżował głównie po dużych miastach, gdzie udzielał wykładów na temat dźwięku, Boga i celu życia, inicjował tam wielu swoich uczniów.

#### Wizyty Guru Janardan w Czechosłowacji i Republice Federalnej Niemiec
| L.p. | data wizyty | miejsce spotkań z uczniami           | inne odwiedzane miejsca | informacje dodatkowe |
| ---- | ----------- | ------------------------------------ | ----------------------- | --- |
| 1    | 1970        | Praga, Czechosłowacja                |                         | Na zaproszenie Czechosłowackiej Akademii Naukowej w Pradze |
| 2    | 1970        | Hamburg, Niemcy                      |                         | |
| 3    | 1971        | Hamburg, Niemcy                      |                         | Guru Janardan udzielał wykładów na temat adźapajogi na Uniwersytecie Hamburskim. Tłumaczem był Ramesh Khandelwal                                                                                  |
| 4    | 1975        | Hamburg i Bad Lauterberg w Niemczech |                         | Podczas pobytu w Hamburgu Guru Janardan mieszkał u znanego wokalisty operowego Toma Krause w jego domu położonym w pobliżu jeziora Aussen-Alster w centrum Hamburga. Tłumaczem był Shripati Baba. |

#### Stany Zjednoczone
Podczas wizyty w Nowym Jorku w 1974 roku Guru Janardan Paramahansa wskazał na potrzebę ustanowienia stałego miejsca spotkań amerykańskich uczniów i powołania w tym celu aśramu. Po zapoznaniu się z różnymi ofertami dotyczącymi nieruchomości w Kalifornii, zasugerował, że poszukiwania terenu pod przyszły aśram powinny rozpocząć się w Placerville w Kalifornii, która znajduje się u podnóża malowniczych gór Sierra Nevada między Sacramento i jeziorem Tahoe. Kalifornia Adźapajoga Aśram jest jedynym aśramem adźapajogi na terenie obu Ameryk. Aśram zajmuje dwadzieścia hektarów ziemi w bardzo cichej i pięknej okolicy, a jednocześnie znajduje się zaledwie pięć minut jazdy samochodem od pobliskiego miasta Placerville. Fundacją zarządza komitet złożony z pięciu członków.
1. Shri Janardan Ajapa Yogashram (Kalifornia) – (znany jako: Kalifornia Adźapajoga Aśram) (38°44′52,35″N 120°51′49,44″W/38,747875 -120,863733).

W latach 1976–1977 Ajapa Yoga Fundtion wydała kilka tzw. „Zeszytów adźapajogi” (ang. „The Ajapa Journal”), w których starała się spopularyzować na terenie USA ideę i nauki adźapajogi. W sumie wydano 3 Zeszyty w odstępach półrocznych. Latem 1977 roku zostały wydane dwie części nauk adźapajogi zatytułowane Tattwa Katha, które zostały przetłumaczone na język angielski z oryginalnego bengali.

#### Wizyty Guru Janardana Paramahansy w Ameryce Północnej
Guru Janardan Paramahansa jako pierwszy, we współczesnych czasach Guru adźapajogi, odwiedził kraje zachodnie (Czechosłowację, RFN, Kanadę i USA). W latach 1970–77 regularnie odwiedzał swoich uczniów w Ameryce Północnej i udzielał nowych inicjacji. Lista jego wizyt jest następująca:
| L.p. | data wizyty | miejsce spotkań z uczniami                                                          | inne odwiedzane miejsca | informacje dodatkowe |
| ---- | ----------- | ----------------------------------------------------------------------------------- | ----------------------- | --- |
| 1    | 1970 - 1972 | Montreal, Kanada, Los Angeles, San Francisco, Chicago, Illinois, Nowy Jork          |                         | |
| 2    | 1974 - 75   | Centrum Adźapajoga w okręgu Brooklyn w Nowym Jorku                                  | Kalifornia, Montreal    | W dni 24 grudnia 1974 roku, Guru Janardan udzielił na żywo wywiadu dla stacji radiowej WBAI w Nowym Jorku. W roku 1975 Guru Janardan po raz pierwszy przyjechał do Ameryki Północnej w towarzystwie wówczas dziewięcioletniego Guru Prasada. |
| 3    | 1976        | Knoxville w stanie Tennessee, Atlanta w stanie Georgia, Baltimore w stanie Maryland |                         | W dniach od 31 stycznia do 5 lutego Guru Janardan udzielał wykładów o adźapajodze i inicjował nowych uczniów w Knoxville. On zakończył swoją wizytę w Ameryce Północnej 28 marca 1976 roku.                                                  |
| 4    | 1977        | Oakland w stanie Kalifornia, Nowy Jork                                              |                         | Guru Janardan w kwietniu 1977 udzielał wykładów o adźapajodze w Oakland. |

#### Wizyty Guru Prasada Paramahansy w Ameryce Północnej
Guru Prasad Paramahansa od 1975 roku regularnie odwiedza uczniów adźapajogi w Ameryce Północnej. Lista jego wizyt jest następująca:
| L.p. | data wizyty                        | miejsce spotkań z uczniami               | inne odwiedzane miejsca                                     | informacje dodatkowe |
| ---- | ---------------------------------- | ---------------------------------------- | ----------------------------------------------------------- | --- |
| 1    | Luty 1981                          | Placerville, Kalifornia Adźapajoga Aśram |                                                             | |
| 2    | Październik 1983                   | Placerville, Kalifornia Adźapajoga Aśram | Hawaje                                                      | |
| 3    | Październik 1985                   | Placerville, Kalifornia Adźapajoga Aśram | Hawaje                                                      | |
| 4    | Październik 1987                   | Placerville, Kalifornia Adźapajoga Aśram | Hawaje                                                      | |
| 5    | Wrzesień 1991                      | Placerville, Kalifornia Adźapajoga Aśram |                                                             | 14 września 1991 roku Guru Prasad Paramahansa pierwszy raz obchodził urodziny Guru Purnananda Paramahansy poza Indiami w Kalifornia Adźapajoga Aśram. |
| 6    | Październik 1993                   | Placerville, Kalifornia Adźapajoga Aśram |                                                             | |
| 7    | Czerwiec 1994                      | Placerville, Kalifornia Adźapajoga Aśram |                                                             | |
| 8    | Czerwiec 2001                      | Placerville, Kalifornia Adźapajoga Aśram |                                                             | |
| 9    | Październik 2003                   | Placerville, Kalifornia Adźapajoga Aśram |                                                             | |
| 10   | Październik 2007                   | Placerville, Kalifornia Adźapajoga Aśram |                                                             | |
| 11   | Październik 2009                   | Placerville, Kalifornia Adźapajoga Aśram | Park Narodowy Yosemite w Kalifornii                         | |
| 12   | 15 października – 4 listopada 2014 | Placerville, Kalifornia Adźapajoga Aśram | Mount Shasta (wulkan) w Kalifornii                          | |
| 13   | 15 maja – 30 maja 2017             | Placerville, Kalifornia Adźapajoga Aśram | Sausalito (Kalifornia), Point Bonita Light, Marin Headlands | Podczas tej wizyty była obchodzona 40 rocznica powstania Kalifornia Adźapajoga Aśram.                                                                 |

### Polska
W 1980 roku, pochodzący z Niemiec instruktor adźapajogi Joachim Petzold, na polecenie Guru Janardana przybył do Polski i w dniu 13 czerwca 1980 inicjował pierwsze osoby. Od tego dnia datuje się adźapajogę w Polsce. Dziesięć lat później osoby praktykujące technikę adźapajogi założyły Związek Ajapa Yoga. Został on formalnie zarejestrowany w Ministerstwie Spraw Wewnętrznych i Administracji jako związek wyznaniowy w dniu 7 kwietnia 1990 roku. Obecnie Związek Ajapa Yoga prowadzi w Polsce jedno centrum medytacyjne w miejscowości Ługi, gmina Stryków województwo łódzkie (51°51′55,27″N 19°36′27,65″E/51,865353 19,607681). Siedzibą zarządu Związku Ajapa Yoga jest miasto Bydgoszcz.

#### Wizyty Shri Guru Prasad Paramahansa w Polsce
Guru Jananrdan Paramahansa nigdy nie dotarł do Polski, jednakże to właśnie on wskazał Polskę, jako miejsce w Europie, gdzie ma powstać w przyszłości aśram adźapajogi. Jego następca, Guru Prasad, podążając za instrukcjami poprzednika, przyjechał po raz pierwszy do Polski w roku 1985. Od tego czasu regularnie odwiedza swoich uczniów w Polsce. Zestawienie dotychczasowych wizyt przedstawia się następująco:
| L.p. | data wizyty                                                         | miejsce spotkań z uczniami           | inne odwiedzane miejsca                                                   |
| ---- | ------------------------------------------------------------------- | ------------------------------------ | ------------------------------------------------------------------------- |
| 1    | 14 – 18 września 1985                                               | Szczecin                             |                                                                           |
| 2    | 17 – 30 września 1987                                               | Pilchowo k/Szczecina                 |                                                                           |
| 3    | 16 – 28 września 1989                                               | Zalesie k/Szczecina                  |                                                                           |
| 4    | 30 października – 9 listopada 1991 10 listopada – 16 listopada 1991 | Zalesie k/Szczecina Łódź             |                                                                           |
| 5    | 12 – 23 lutego 1993 24 – 29 lutego 1993                             | Morzyczyn k/Szczecina Tuszyn k/Łodzi |                                                                           |
| 6    | 6 – 9 czerwca 1994                                                  | Łódź                                 |                                                                           |
| 7    | 5 – 19 czerwca 1997                                                 | Trzebież k/Szczecina                 |                                                                           |
| 8    | 11 – 23 maja 2001                                                   | Ługi k/Łodzi                         | Jasna Góra w Częstochowie, Wieliczka i Kraków                             |
| 9    | 23 września – 7 października 2003                                   | Ługi k/Łodzi                         | Kazimierz Dolny, Góry Świętokrzyskie jaskinia Raj                         |
| 10   | 25 września – 11 października 2007                                  | Ługi k/Łodzi                         | Białka Tatrzańska, Zakopane, Morskie Oko, Dunajec, Dolina Kościeliska     |
| 11   | 18 września – 1 października 2009                                   | Ługi k/Łodzi                         | Nidzica, pochylnie kanału Ostródzko-Elbląskiego, Frombork, Malbork        |
| 12   | 23 września – 15 października 2014                                  | Ługi k/Łodzi                         | Zamek Książ, Szczawno-Zdrój, kompleks Riese, Jaskinia Niedźwiedzia, Praga |
| 13   | 31 maja – 15 czerwca                                                | Ługi k/Łodzi                         |                                                                           |

Od 1987 roku Polska jest zawsze jednym z etapów wizyty Guru Prasada u uczniów na Zachodzie. Od 2003 roku Guru Prasad podróżując na Zachód odwiedza tylko centrum medytacyjne w Ługach i Kalifornia Adźapajoga Aśram w Placerville – Kalifornia.

## Literatura przedmiotu
- Tattwa Katha: A Tale of Truth. Part I. Detailed discussion of the theory of Ajapa Yoga, written in Bengali more than 100 years ago by a disciple of Guru Purnanandaji. Translated in 1976 by Guru Janardanji's disciple Shraddhanand Swami.. California: Ajapa Yoga Foundation, 1. (ang.). Brak numerów stron w książce
- Search for Peace. New York: Ajapa Yoga Foundation, 1983. (ang.). Brak numerów stron w książce
- Robin Chalek Tzannes: Teachings of Guru Janardan Paramahansa. Translated from hindi by Shraddhanand Swami.. Ajapa Yoga Foundation. (ang.). Brak numerów stron w książce
- Guru Prasad: Nauki Gurudźi 1986 – 2008. Maciej Obiegły (tł.). Wyd. 1. Bydgoszcz: Związek Ajapa Yogi, 2009, s. 97. (pol.).